# 10210 Nathues
10210 Nathues (1997 QV3) là một tiểu hành tinh vành đai chính được phát hiện ngày 30 tháng 8 năm 1997 bởi Khảo sát thiên thạch OCA-DLR ở Caussols.